# Buków (województwo dolnośląskie)
Buków – wieś w Polsce położona w województwie dolnośląskim, w powiecie świdnickim, w gminie Żarów.
W latach 1954–1959 wieś należała i była siedzibą władz gromady Buków, po jej zniesieniu w gromadzie Kostomłoty. 
W latach 1975–1998 miejscowość administracyjnie należała do województwa wałbrzyskiego.

## Nazwa
W kronice łacińskiej Liber fundationis episcopatus Vratislaviensis (pol. Księga uposażeń biskupstwa wrocławskiego) spisanej za czasów biskupa Henryka z Wierzbna w latach 1295–1305 miejscowość wymieniona jest w zlatynizowanej formie Buchow.

## Zabytki

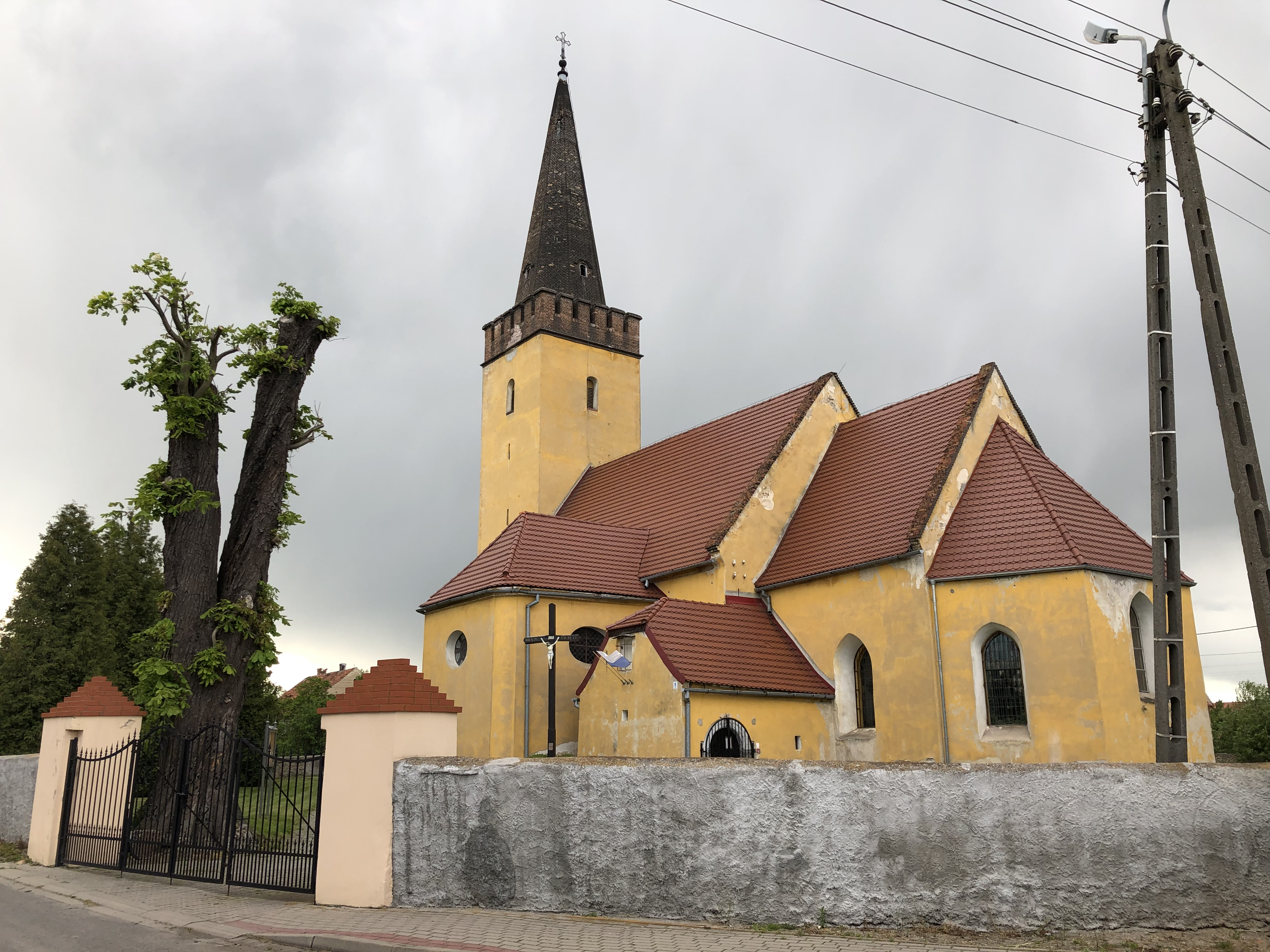
Kościół parafialny św. Stanisława Biskupa i Męczennika w Bukowie

Do wojewódzkiego rejestru zabytków wpisane są:
- kościół parafialny św. Stanisława, późnoromański z 1260 r., rozbudowany w XVI w.; budowla jednonawowa, orientowana, z wieżą od zachodu i dwiema kaplicami dobudowanymi w XVIII w.; prostokątne prezbiterium ze sklepieniem krzyżowym; we wnętrzu gotyckie sakramentarium i barokowe ołtarze z XVIII w.[7]
- organistówka, obecnie dom nr 61, z drugiej połowy XIX w.
- barokowa figura św. Jana Nepomucena[8]

inne zabytki:
- trzy kamienne krzyże potocznie nazywane pokutnymi, ale nie ma na to żadnych dowodów  (jeden z nich opodal plebanii); pogląd, że są to krzyże pokutne opiera się  wyłącznie na nieuprawnionym założeniu, że wszystkie stare kamienne monolitowe krzyże, są krzyżami pokutnymi (pojednania)[9]; w rzeczywistości powód fundacji krzyża może być różnoraki, tak jak każdego innego krzyża